# Stenungsund község
Stenungsund község (svédül: Stenungsunds kommun) Svédország 290 községének egyike.
A község címerének felső részén egy szénhidrogén-molekula látható, amely utalás a községben található petrolkémiai üzemre.

## Települései
A községben 7 település található. A települések és népességük:
| Település    | Népesség | Megjegyzés         |
| ------------ | -------- | ------------------ |
| Stenungsund  |          | a község székhelye |
| Jörlanda     |          |                    |
| Stora Höga   |          |                    |
| Strandnorum  |          |                    |
| Svartehallen |          |                    |
| Svenshögen   |          |                    |
| Ödsmål       |          |                    |